# Schatzfund von Weißenburg

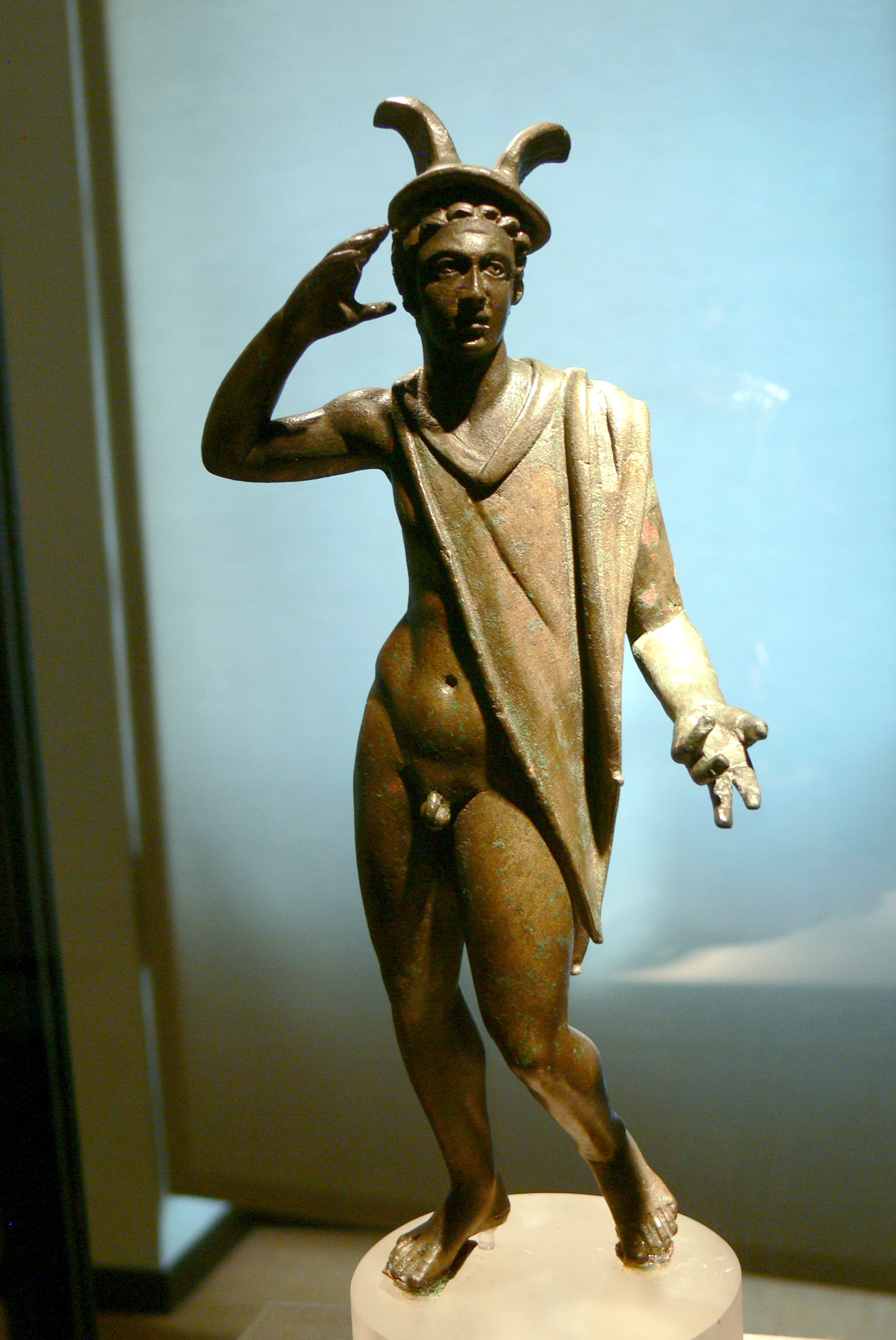
Merkurstatuette aus dem Schatzfund

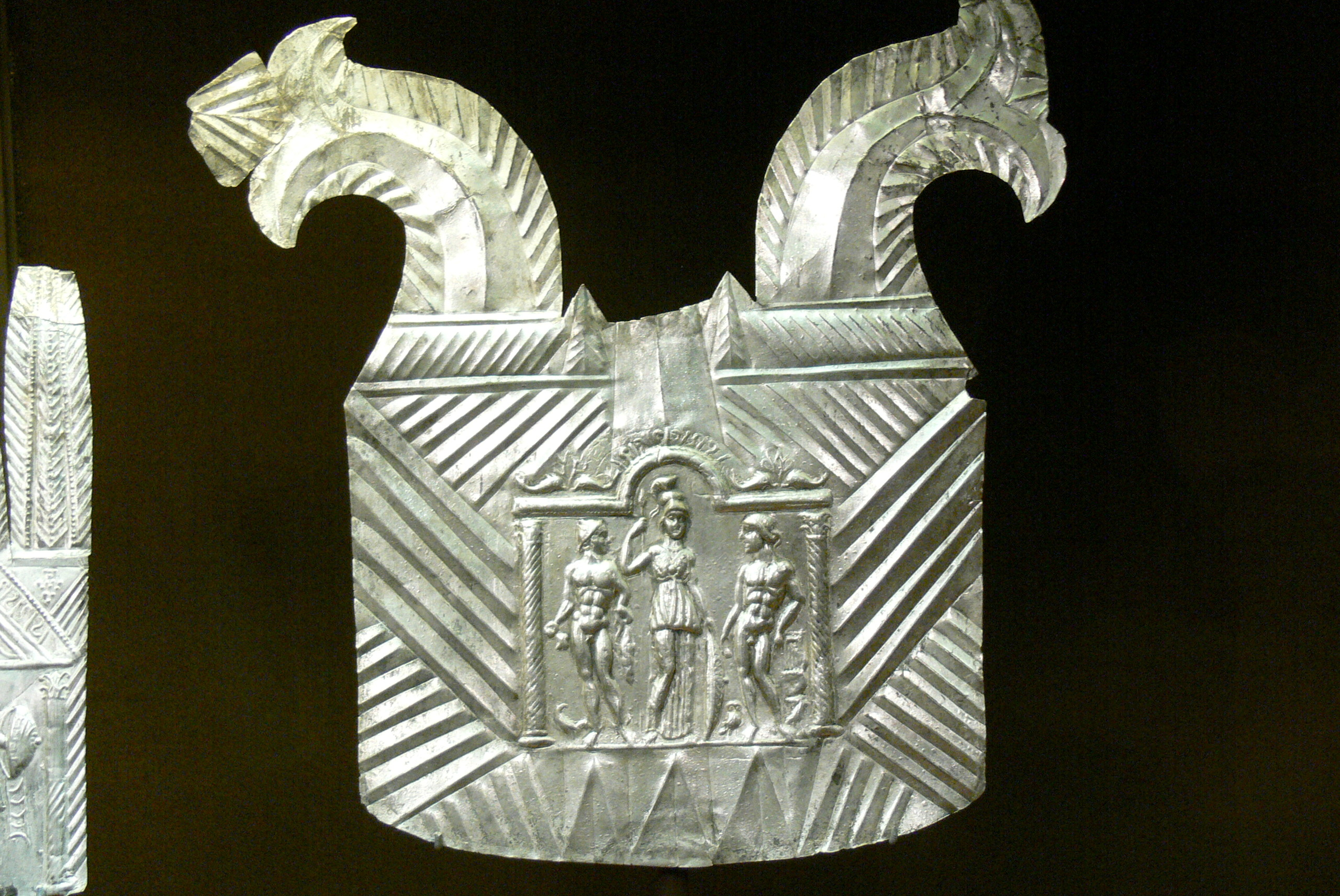
Votivblech mit Darstellung von Mercur, Minerva und Apollo

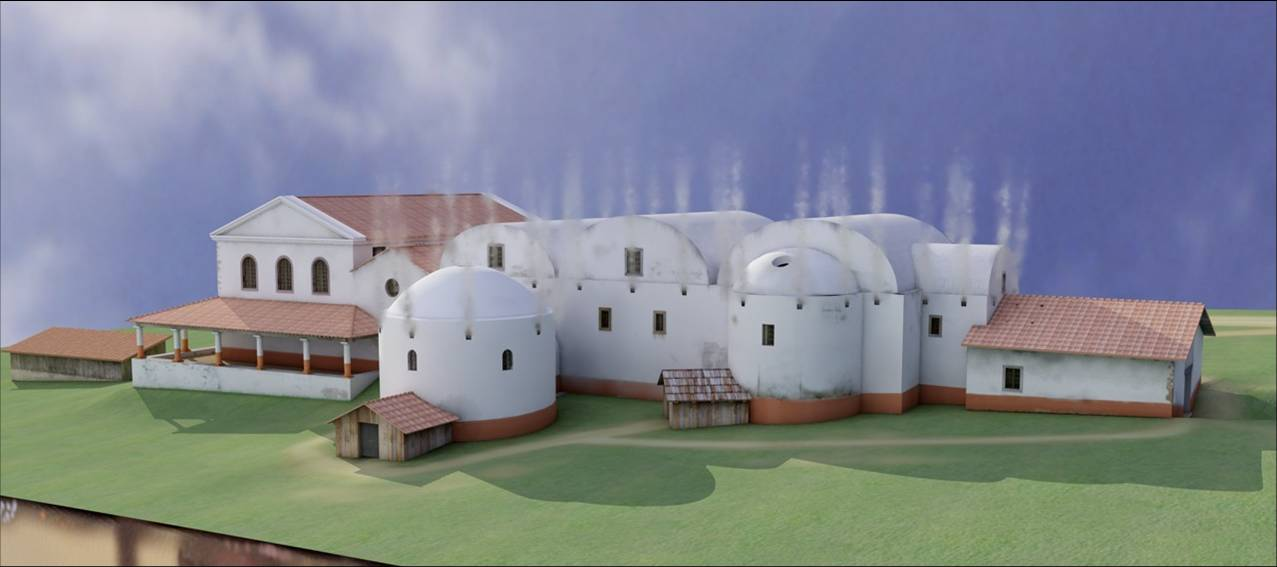
Römische Thermen von Weißenburg (Rekonstruktion)

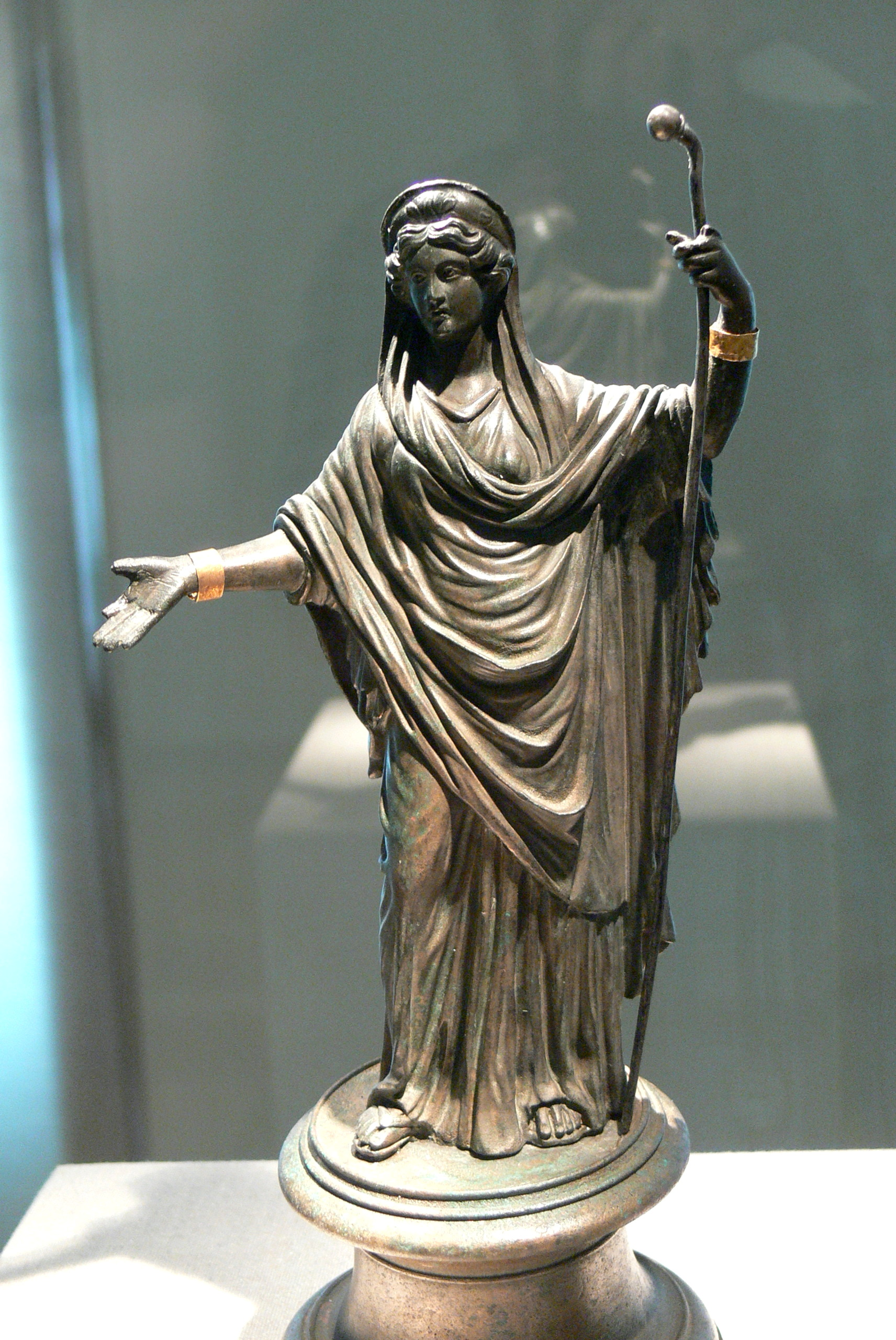
Iuno-Statuette

Mit Schatzfund von Weißenburg (auch römischer Tempelschatz von Weißenburg) wird die Entdeckung eines Schatzes 1979 in Weißenburg in Bayern (dem antiken Biriciana) bei Gartenarbeiten 70 m südlich der Römischen Thermen von Weißenburg bezeichnet. Er enthielt silberne Votivbleche, Bronzestatuetten und -gefäße, Paraderüstungsteile und Eisengerät. Der Bestand legt nahe, dass es sich größtenteils um das Inventar eines Tempels handelte.

## Fundgeschichte
Ein Lehrer aus Weißenburg wollte am 19. Oktober 1979 in seinem Garten ein Spargelbeet erweitern. In etwa 30–40 cm Tiefe stieß er auf Metallgefäße und Teile eines eisernen Klappstuhls, die er zunächst für Gerümpel hielt. Als er beim weiteren Abtiefen auf weitere Bronzegefäße und Statuetten stieß, wurde ihm schnell klar, was er gefunden hatte. Die Grube wurde unter Zuhilfenahme von Familienmitgliedern und des herbeigerufenen Stadtarchivars unfachmännisch ausgenommen, wobei einige kleinere Funde übersehen wurden. Eine Meldung an die zuständige Denkmalfachbehörde, in diesem Fall das Bayerische Landesamt für Denkmalpflege, erfolgte erst am 1. November.
Zu diesem Zeitpunkt wurde der Fund bereits durch einen Bericht der Süddeutschen Zeitung öffentlich, dem Landesamt wurden aber zunächst Auskünfte über den Fund und die Fundsituation verweigert. Erst am 6. November konnten die Funde im Foto betrachtet und die Fundstelle kurz in Augenschein genommen werden. Vom 12. bis 14. November konnte schließlich am Fundort im Garten eine Nachuntersuchung vorgenommen werden. Währenddessen wurden die Funde in einem Banksafe gelagert, ohne sie einer notwendigen konservatorischen Behandlung zuzuführen.
Nachdem es der Behörde nicht ermöglicht worden war, den Fund gemäß Artikel 9 des bayerischen Denkmalschutzgesetzes befristet zur Erfassung und Dokumentation zu erlangen, musste das Landesamt am 17. Dezember 1979 die Eintragung als bewegliches Denkmal in die Denkmalliste beantragen. Die Situation spitzte sich um die Jahreswende 1979/1980 zu, als eine Verbringung des Schatzes ins Ausland befürchtet werden musste. Deswegen wurde im Januar 1980 beim Bayerischen Staatsministerium für Unterricht und Kultus der Schutz gegen Abwanderung deutschen Kulturguts ins Ausland beantragt.
Erst im März 1980 war es möglich, die Funde eingehender zu studieren. Am 22. April 1980 schließlich konnte man sich mit dem Finder auf einen Kaufpreis einigen. Gleichzeitig wurde zur Ausstellung des bedeutenden Fundes die Einrichtung des Römermuseums Weißenburg als Zweigmuseum der Prähistorischen Staatssammlung, heute Archäologische Staatssammlung, beschlossen. Die Eisenfunde waren im Fundzustand stark korrodiert, die Bronzegegenstände mit einer Patina überzogen. Die Restaurierung war in einem zumutbaren Zeitrahmen in den Werkstätten der Staatssammlung alleine nicht möglich. Einige schwierigere Objekte wurden deshalb im Römisch-Germanischen Zentralmuseum in Mainz restauriert.

## Fundsituation
Durch die Nachuntersuchung konnte am Fundort eine rechteckige Grube (1,6–1,8 × 0,4–0,6 m) rekonstruiert werden. Sie reichte etwa 0,65–0,75 m unter die heutige Oberfläche, von denen etwa 30 cm die übliche Humusschicht ausmachte. Die Grube war in eine römische Schuttschicht mit Mörtelresten und Kalkstein-Bruchstücken eingetieft. Ihre rechteckige Form und die teilweise dichte Lagerung der Fundstücke darin lassen auf eine Holzkiste schließen, von der sich allerdings nichts erhalten hat.
Die Schuttschicht diente möglicherweise zur Tarnung des Schatzes, der wahrscheinlich im Freien in unmittelbarer Nähe zu Gebäuden des Weißenburger Vicus vergraben wurde. Mehrere Gebäude sowie ein Brunnen wurden in der Umgebung nachgewiesen.

## Inhalt
Der Weißenburger Schatzfund besteht aus 114 Einzelstücken. Sie setzen sich wie folgt zusammen:
- 18 Bronzestatuetten, Götterdarstellungen
- 10 figürliche Bronzen, teilweise nicht näher zuweisbar
- 11 Silbervotive
- 3 bronzene Gesichtshelme
- 1 eiserner Hinterhaupthelm
- 20 Bronzegefäße (davon drei Becken von Triccus und Thalius signiert)
- 18 bronzene Beschläge
- 33 eiserne Geräte, unter anderem ein Klappstuhl und eine Schnellwaage

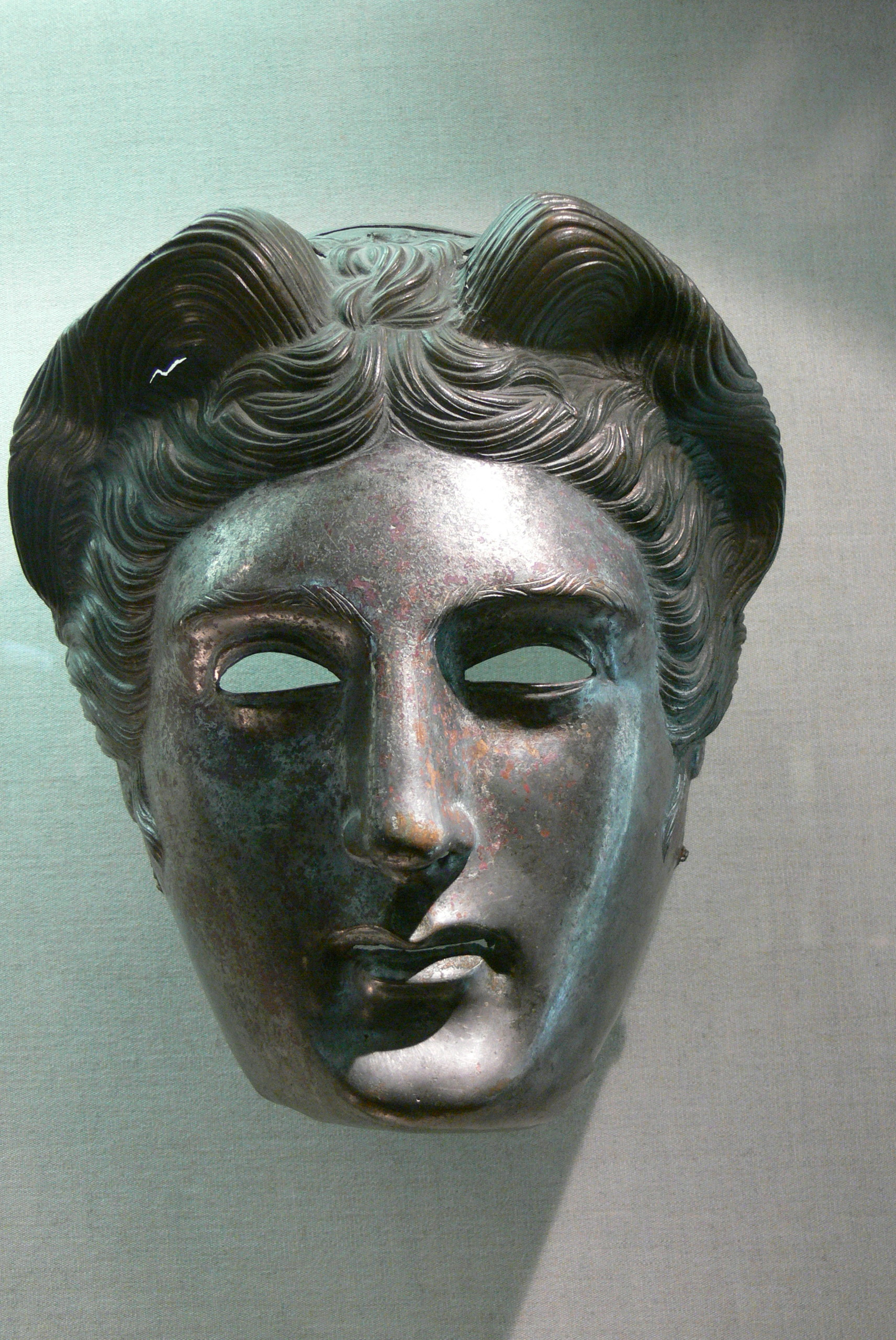
Paradehelm.
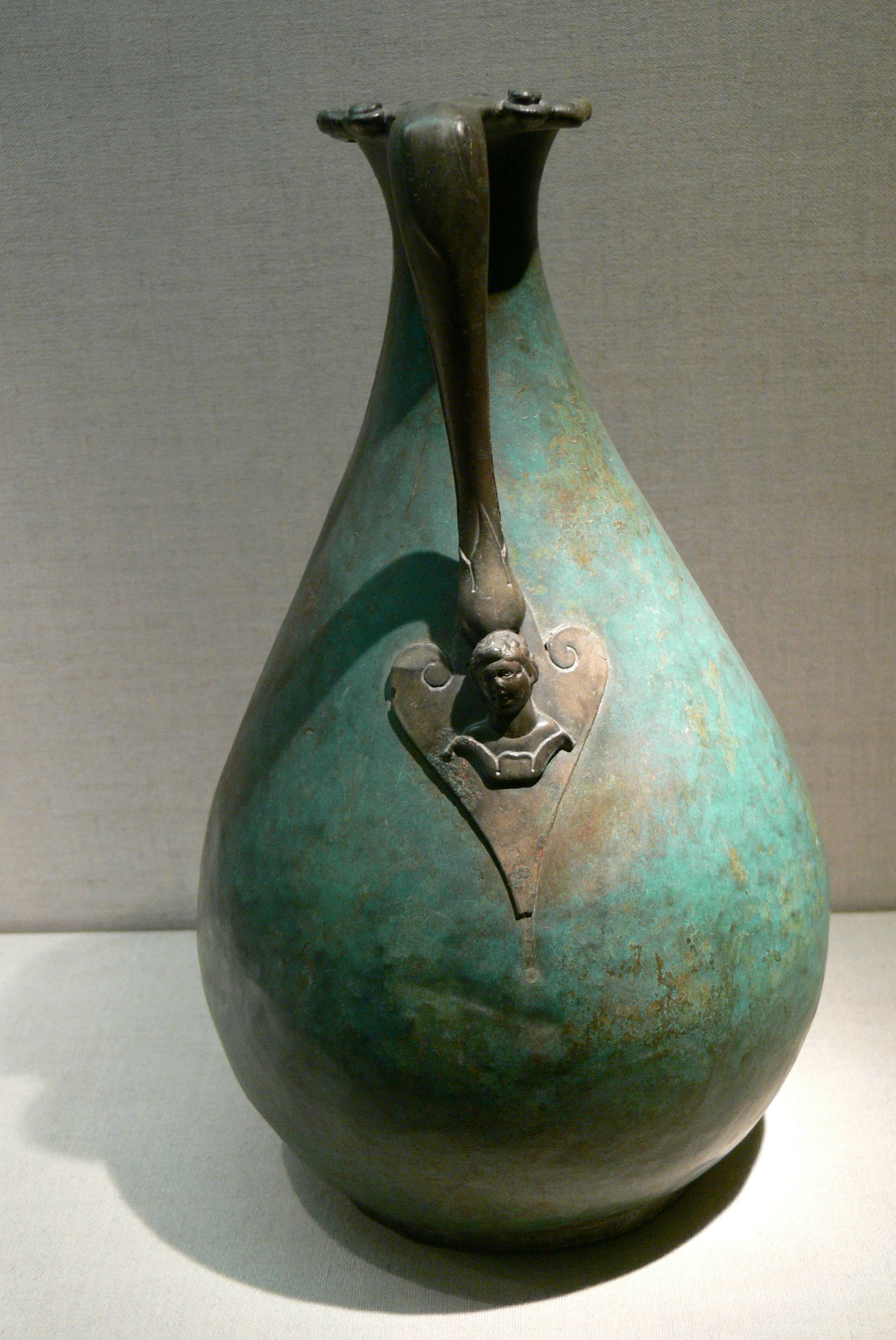
Bronzekrug mit figuraler Verzierung auf der Attasche
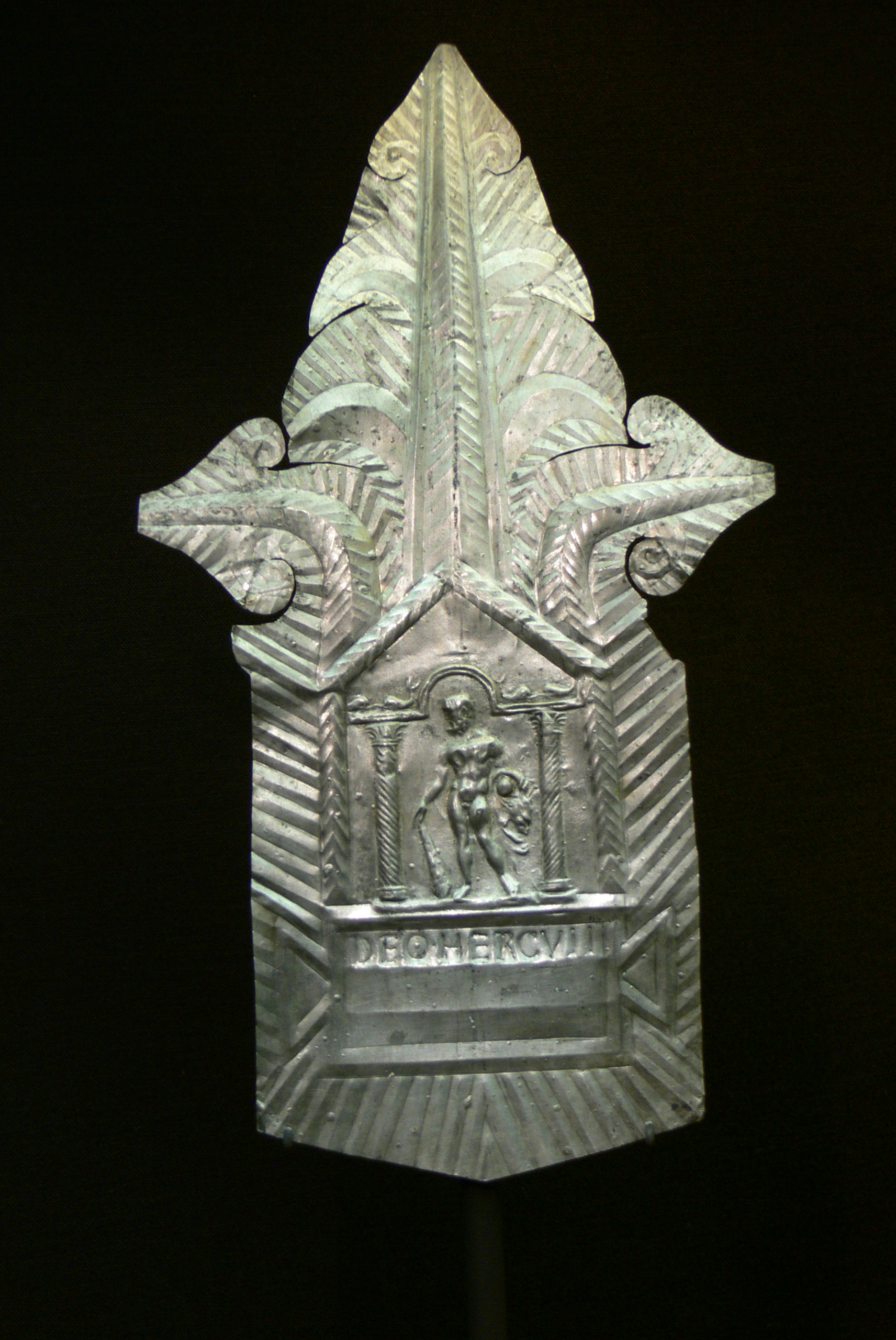
Silbernes Votivblech mit Hercules-Darstellung
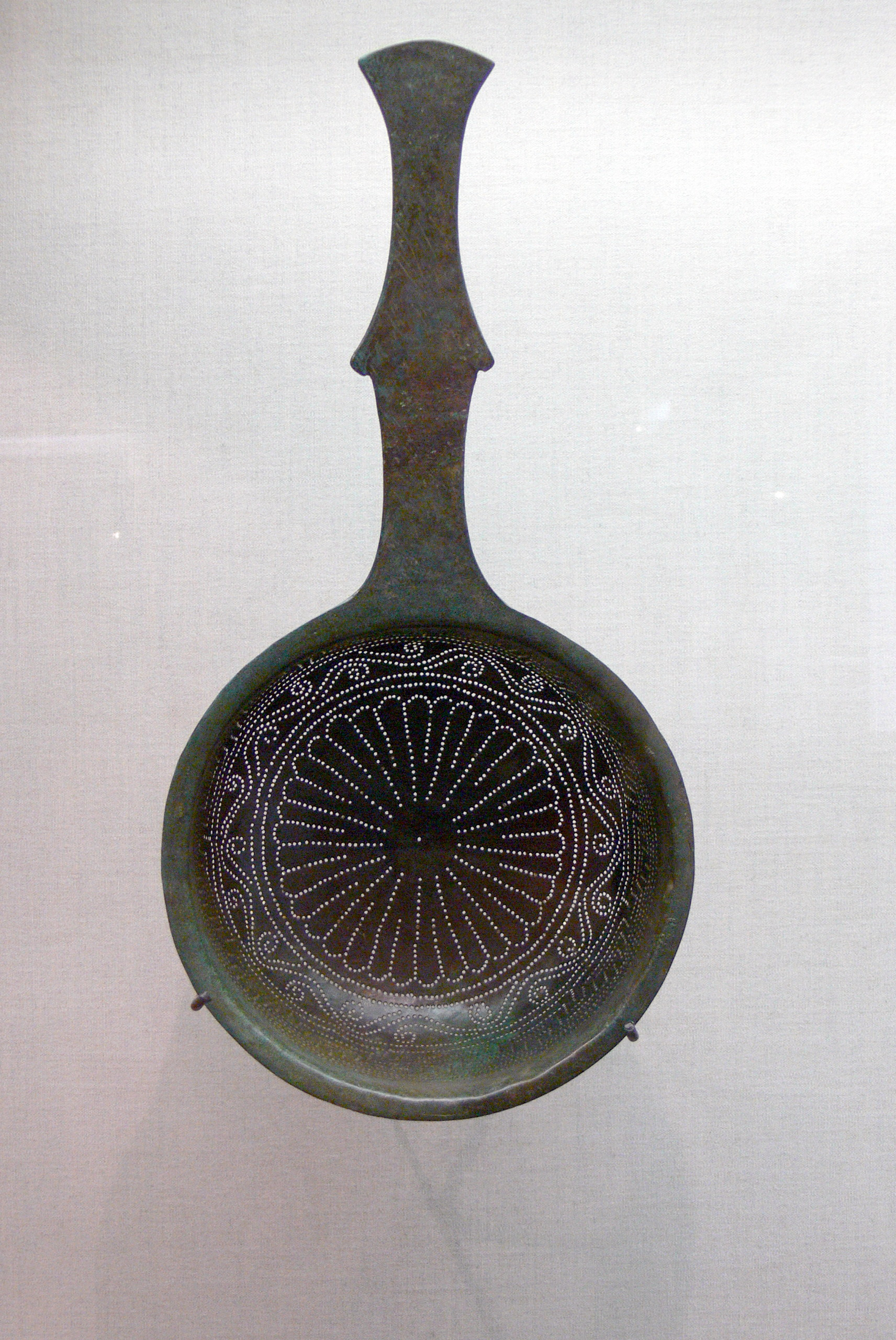
Bronzenes Sieb
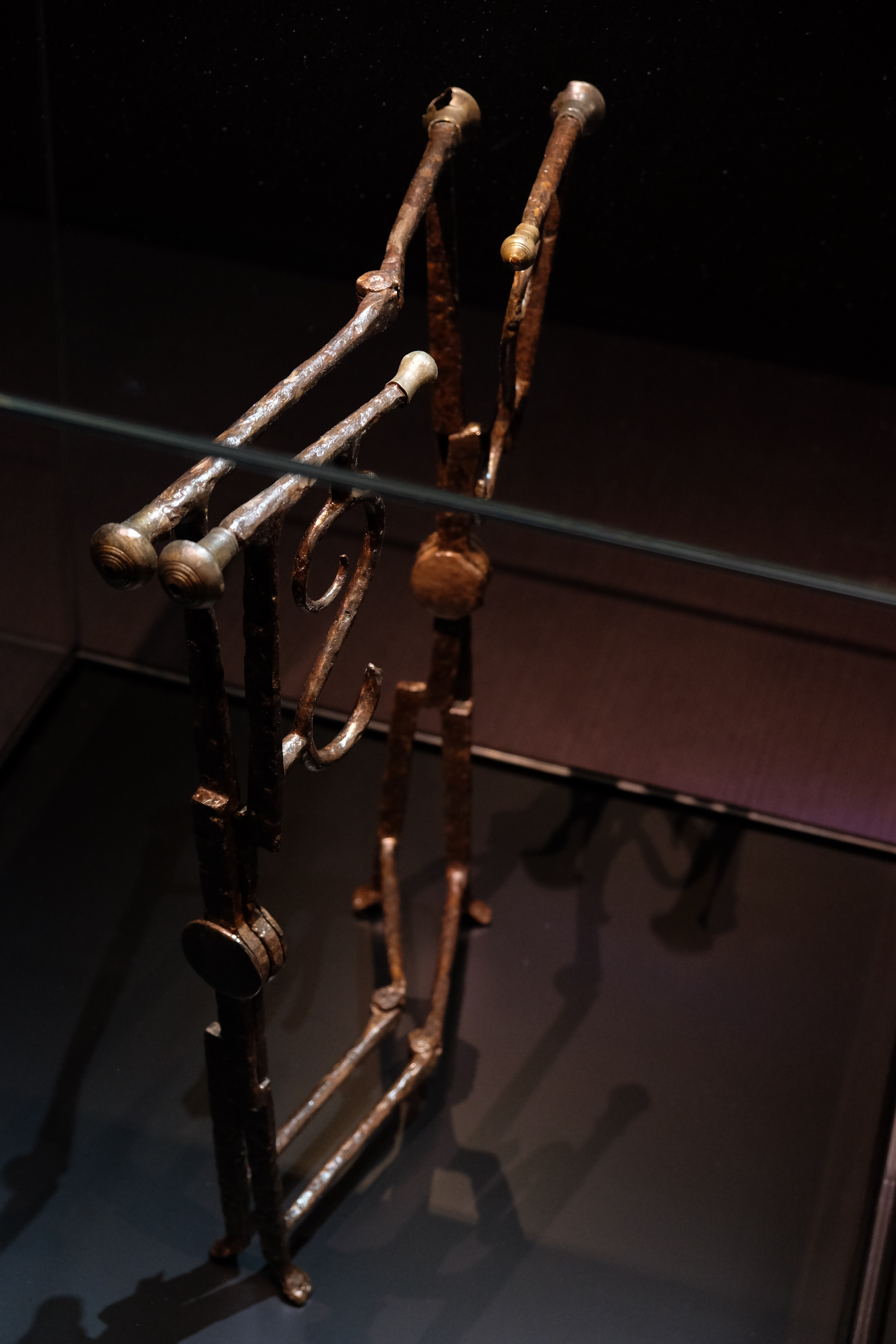
Klappstuhl aus Eisen
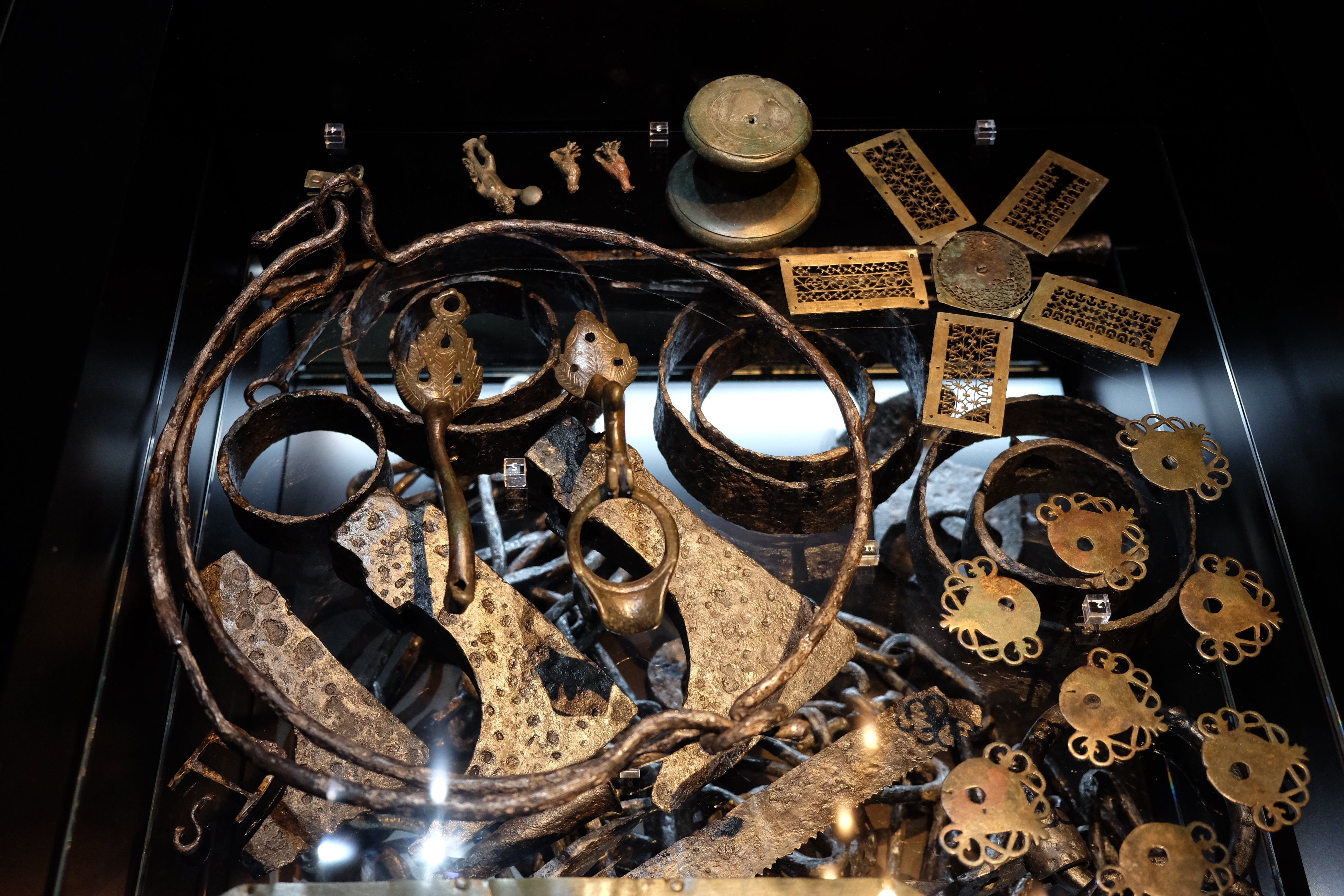
Beschläge aus Bronze

## Bedeutung des Fundes

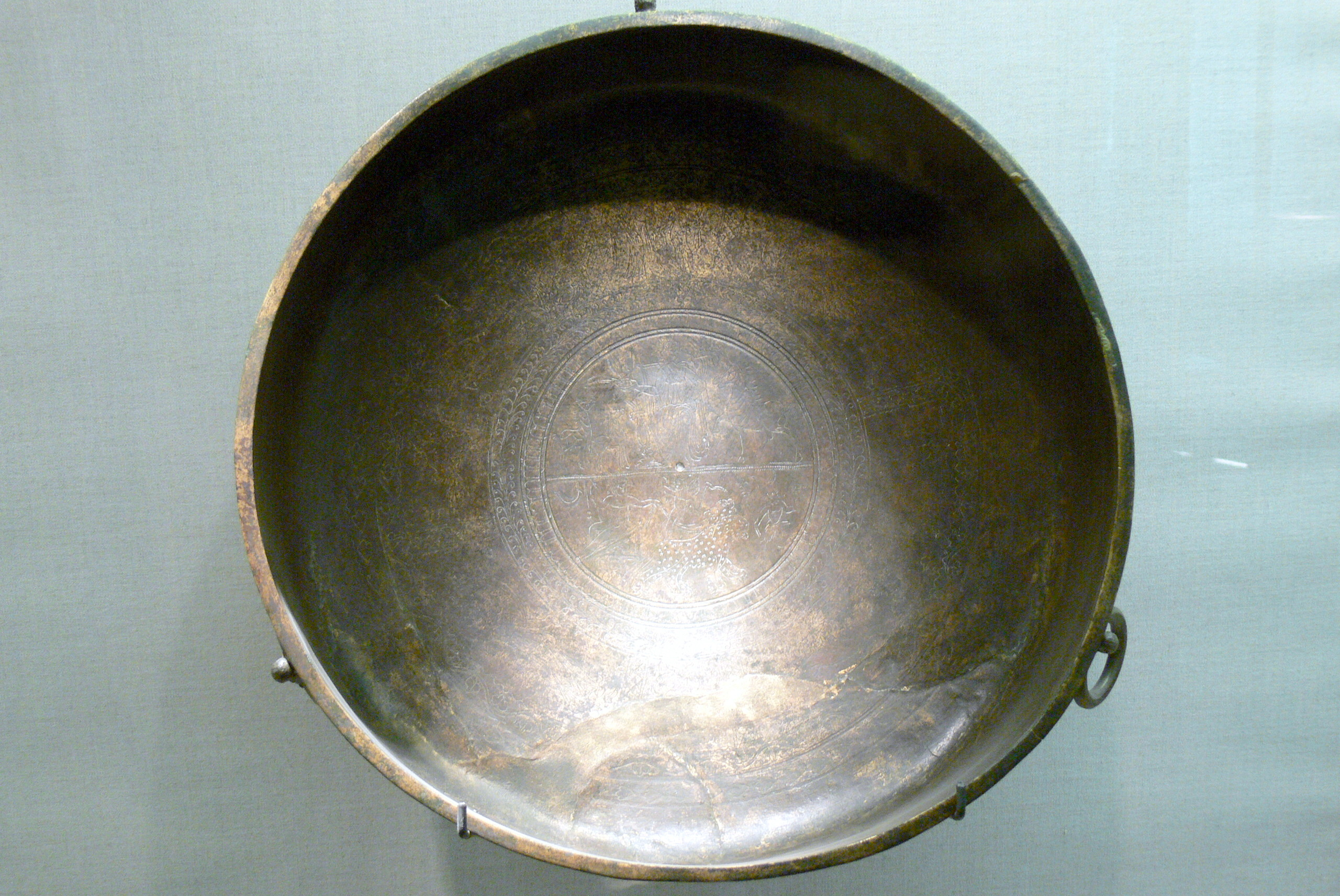
Weihung an Epona in einem Bronzegefäß

Die Geschlossenheit des Fundes und insbesondere die Götterstatuetten und Votivbleche legen nahe, dass es sich um keinen zufällig zusammengesuchten Metallhort handelt. Einige Besonderheiten, unter anderem Weihungen an Epona auf den Bronzegefäßen, deuten zusätzlich darauf hin, dass es sich nicht um normales Haushaltsgerät handelt. Die Zusammensetzung hebt sich somit deutlich von eindeutigem Raubgut wie dem Hortfund von Neupotz ab. Vielmehr scheint der Fund dem Hort von Mauer bei Amstetten in Österreich ähnlich zu sein, der relativ eindeutig als Tempelinventar anzusprechen ist. Offenbar versteckte man im Angesicht einer unmittelbaren Gefahr die kostbaren Gegenstände vor anrückenden Feinden (Verwahrfund).
Zeitlich ist die Niederlegung des Weißenburger Schatzes im mittleren 3. Jahrhundert anzusetzen. Die Zerstörung der nahegelegenen römischen Thermen von Weißenburg wird oft mit einem alamannischen Überfall im Jahr 233 in Verbindung gebracht, während dessen auch der Schatzfund von Weißenburg in der Erde verborgen worden sein könnte. Der späteste Münzfund aus Weißenburg ist ein Hort aus dem Jahr 254 n. Chr. an der via principalis des Kastells. Dieses Jahr ist an mehreren Kastellen des raetischen Limes als spätestes Datum für den so genannten „Limesfall“ belegt.

## Rezeption
Der Schatzfund inspirierte den fränkischen Schriftsteller Josef Carl Grund zum Roman Feuer am Limes, der 1983 erschien. Das Jugendbuch spielt in Biriciana zur Zeit des römischen Kaisers Decius (249 bis 251 n. Chr.) und schildert Umstände, unter denen der Römerschatz versteckt worden sein könnte.